# Менцинский, Войцех
Войцех Менцинский (пол. Wojciech Męciński; 1760 — 19 сентября 1839, Краков) — граф в Царстве Польском с 1820 года, бригадный генерал армии Варшавского герцогства, член Сейма и сенатор Королевства Польского, награждён Рыцарским крестом ордена Virtuti Militari..

## Биография
Представитель польского дворянского рода Менцинских герба «Порай». Старший сын Адама Альберта Войцеха Менцинского из Курозвенок (1740—1805) и Аниелы Стадницкой.
В 1806 году Войцех Менчинский был назначен генералом Яном Генриком Домбровским организатором и командиром мобилизации в части Калишского департамента. Там он сформировал кавалерийский полк (позже 3-й уланский полк) и в качестве его командира в дивизии генерала Юзефа Зайончека участвовал в Мазурской кампании. Отличился под Ваплево. В армии Варшавского герцогства он также был командиром 4-го полка конных стрелков. Из-за неподготовленности армии он вышел в отставку в 1808 году в генеральском чине и поселился в Дукле на хуторе. В 1817 году он получил титул сенатора-каштеляна Царства Польского.
В 1824 году он проиграл тяжбу с монахами Ясной Горы о возврате имущества, переданного монахам на хранение в 1655 году его предками . В 1828 году он был членом Сеймского суда, который должен был судить людей, обвиненных в государственной измене.
11 августа 1831 года назначен сенатором-воеводой. Активно защищал членов Патриотического общества, которых судили в Варшаве. Затем он принес большие жертвы для Ноябрьского восстания. Будучи сенатором, 25 января 1831 года подписал акт о свержении российского императора Николая I Романова с польского престола.
Он был членом масонской ложи «Przesąd Zwyciężony» в 1813 году.

## Семья
Он женился на Хелене Стадницкой (1770—1841), дочери Франтишека Стадницкого и Терезы Венжик, которая ему принесла Дукле в приданое. В браке родилось пятеро детей:
- Ванда Менцинская (1802—1878)
- Сезар Менцинский (1809—1896), женат на Габриэле Катарине Констанции Старженской
- Антонина Менцинская (род. 1810), муж — Игнацы Ксаверий Францишек дю Пюже-Пюше де Пьюже
- Сесилия Менцинская (ок. 1840—1843), муж — Станислав Михал Франтишек Служевский
- Винцент Менцинский.